# Phillips megye (Kansas)
Phillips megye az Amerikai Egyesült Államokban, azon belül Kansas államban található. Megyeszékhelye és legnagyobb városa Phillipsburg. Lakosainak száma 4981 fő (2020. április 1.). Phillips megye Harlan, Rooks, Franklin, Smith, Graham és Norton megyékkel határos.

## Népesség
A megye népességének változása:
| Lakosok száma | 5632 | 5547 | 5520 | 5540 | 5428 | 4981 |
|               | 2010 | 2011 | 2012 | 2013 | 2015 | 2020 |

## Települései
- Agra